# Chantier naval Río Santiago
Le chantier naval Río Santiago (en espagnol Astillero Río Santiago, sigle ARS) est un chantier naval argentin. Cette entreprise publique, située près de la ville de La Plata, non loin du Rio de la Plata, fut fondée en 1953 sous l’impulsion de Juan Perón, connut ensuite des hauts et des bas, mais apparaît aujourd’hui comme l’un des chantiers navals les plus dynamiques d’Amérique latine. Elle produit des bâtiments tant pour la marine de guerre argentine que pour la marine marchande, bénéficiant à ce dernier titre, dans les années 2010, de nombreux contrats avec le Venezuela.

## Description
Sis dans la ville d’Ensenada, sur les rives du fleuve homonyme, dans le nord-est de la province de Buenos Aires, Astillero Río Santiago est l’un des chantiers navals les plus importants et les plus actifs d’Amérique latine. Fondé en 1953, sous la présidence de Juan Perón, l’entreprise compte à son bilan de nombreuses réalisations dans le domaine naval, industriel et ferroviaire. Dans son époque de splendeur, c’est-à-dire dans la décennie 1950, le chantier naval employait, en deux équipes, jusqu’à 8 000 travailleurs ; en 2008, ce nombre était retombé à 2 700 travailleurs.
L’entreprise est sous l’autorité d’une direction technique composée de plusieurs départements prenant en charge les différents domaines de travail, notamment l’aménagement général du navire en construction, l’armement, l’équipement électrique, la planification de la tuyauterie, des machines, des structures, etc., domaines nécessaires à la réalisation des nouveaux projets et des réparations. À signaler également son département de Contrôle de qualité, sur lequel repose la responsabilité de s’assurer que les travaux soient conformes aux différentes normes internationales.
L’ouvrage le plus emblématique jamais réalisé par le chantier naval est sans doute la construction en 1962 de la frégate Libertad, qui parvint en 1966 à battre le record mondial de vitesse lors d’une traversée à voile de l’Atlantique Nord, en parcourant une distance de 2058,6 milles nautiques en 8 jours et 12 heures, entre le cap Race au Canada et la ligne imaginaire reliant Dublin et Liverpool.

## Localisation
Situé dans la ville d’Ensenada, sur la rive sud du Río Santiago, en face de l’École navale militaire, le chantier naval Río Santiago occupe un terrain de 229 hectares 55 ares, mais la superficie affectée au complexe industriel est d’environ 100 hectares.
Les différents édifices qui constituent le complexe sont reliés entre eux par un réseau de tunnels d’une longueur totale de plus de 5 kilomètres, servant à l’alimentation en énergie électrique, en vapeur et en air comprimé. 
Les zones d’entreposage de matériaux et les zones de stationnement couvrent une superficie asphaltée totale de 40 000 m2, et les voies internes du chantier naval, également asphaltées, occupent 70 000 m2. L’entreprise possède en outre 7 kilomètres de voies ferrées internes, qui sont raccordées à la branche du chemin de fer General Roca qui dessert Ensenada.

## Histoire
Le chantier naval Río Santiago débuta ses activités le 15 juin 1953, à la suite du décret n°10.627 du président Juan Perón portant création des Astilleros y Fábricas Navales del Estado (AFNE), entreprise composée de Astillero Río Santiago (ARS) et de Fábrica Naval de Explosivos Azul (FANAZUL), et placée sous la tutelle du ministère de la Marine,.
Une fois achevée la construction de l’AFNE, l’entité Astillero Río Santiago comprenait des ateliers de chaudronnerie, de ferronnerie, de mécanique, de cuivrerie, d’électricité, de fonderie, de galvanoplastie, de menuiserie, de peinture etc.
Durant ses premières années d’existence, l’entreprise connut une croissance soutenue. Dès décembre 1953 y furent conçus, pour la première fois dans l’histoire de l’Argentine, des navires de plus de 1 000 tonneaux de jauge brute, et l’entreprise se hissa au rang de chantier naval le plus moderne d’Amérique latine. À la suite du reversement de Perón en 1955, ses activités tendirent à diminuer. En 1969, sa forme sociale fut modifiée pour en faire une société anonyme de l’État. Entre 1970 et 1976, l’Astillero Río Santiago obtint le contrat pour la construction de cinq navires de charge de 9 000 tonneaux pour le compte de l’ELMA, de deux navires pétroliers de 60 000 tonneaux chacun pour le compte de l’YPF, de deux vraquiers de 23 700 tonneaux, et de quatre navires de transport de 14 450 tonneaux, également pour l’ELMA.
Y furent également construits des moteurs Diesel et des grues à l’usage des navires ou d’autres chantiers navals, ainsi que des locomotives de manœuvre pour l’ancienne compagnie de chemins de fer Ferrocarriles Argentinos. L’entreprise fabriqua des turbines hydrauliques, des composants nucléaires (à travers une licence avec la firme Energie atomique du Canada Limited) et des bogies pour chemin de fer (à travers une licence avec l’American Steel Foundry).
Au milieu des années 1970, l’usine Río Santiago employait dans ses ateliers approximativement 500 travailleurs, et indirectement aux alentours de 3 000 personnes à travers différents sous-traitants directement affectés à la production du complexe.

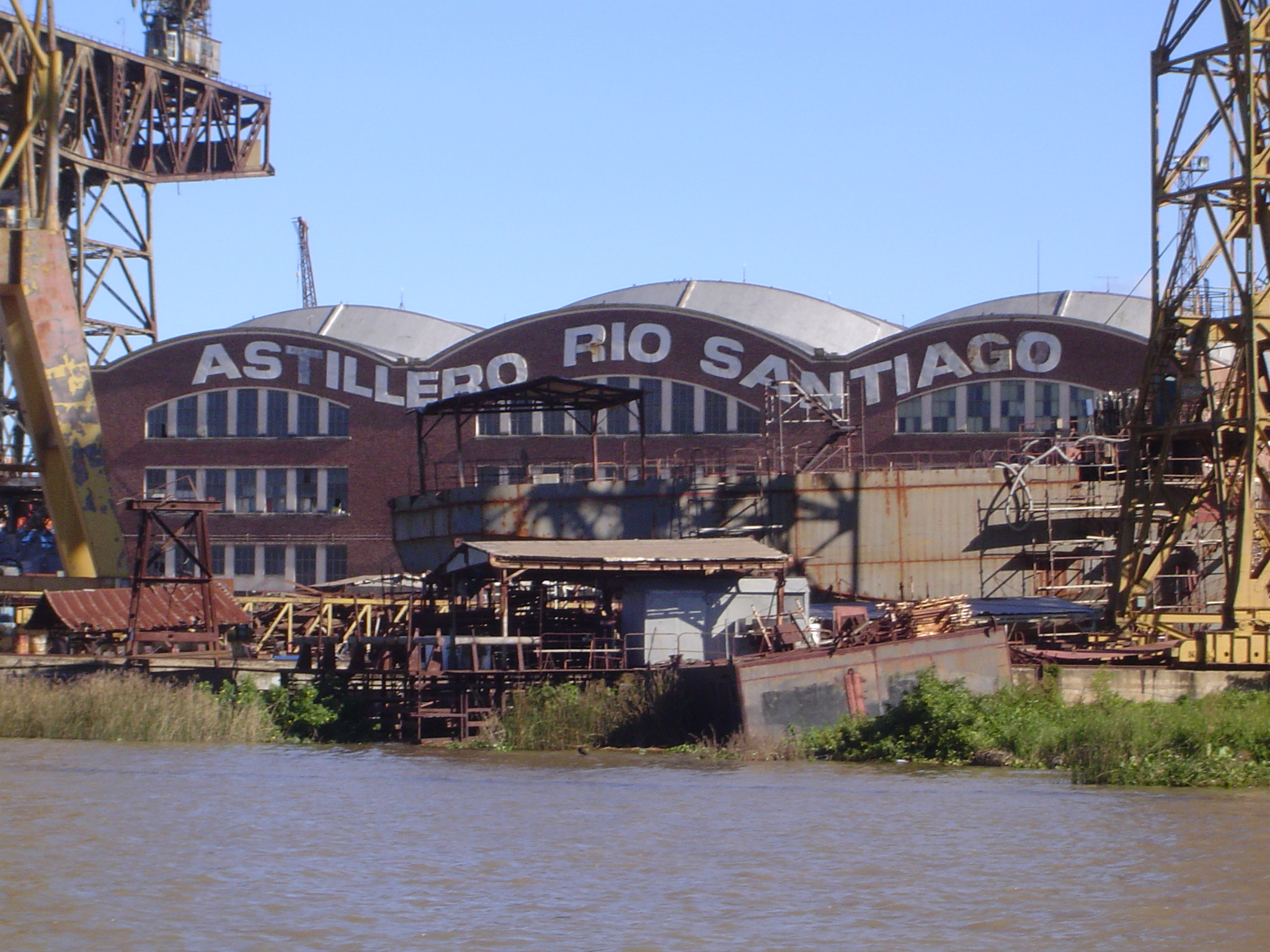

L’entreprise subit l’une de ses crises les plus graves lorsqu’elle fut en passe, dans les années 1990, d’être privatisée ; pourtant, elle finit par tomber dans la sphère de la province de Buenos Aires. En 2003, elle sera même près de fermer ses portes ; cependant, en juillet 2004, grâce à l’action de Néstor Kirchner, alors président de la république argentine, et de son homologue vénézuélien Hugo Chávez, un engagement de remise à flot du chantier naval fut signé, suivi en 2005 de la signature d’un contrat portant sur la construction de deux vaisseaux de 47 mille tonnes chacun. Le contrat initial concernait un montant de 112 millions de dollars, et le montage du premier bloc eut lieu sur la rampe n°1, le 18 janvier 2008. Par les contrats signés avec le Venezuela en vue de la construction de navires pétroliers, le chantier naval put être réactivé, et sera amené à embaucher immédiatement 250 nouveaux ouvriers (soudeurs et chaudronniers).
En mars 2006 fut lancé le vraquier Madrisa, construit pour le compte d’un armateur allemand, puis un autre navire encore de caractéristiques semblables. En février 2007, l’on mit à l’eau le premier d’une série de quatre navires-citerne pour le compte du Venezuela.
Sur la rampe n°2 furent produits deux navires allemands encore. Sur la troisième rampe, il était prévu de construire une série de cinq unités de patrouilleurs océaniques polyvalents (POM, selon son acronyme espagnol), outre douze barcasses pour le transport de pondéreux. Le 18 janvier 2008, l’on commença les travaux de construction du premier bloc du navire Eva Perón, l’un des deux pétroliers commandés par PDVSA, qui deviendra le navire à double coque le plus vaste jamais construit en Argentine depuis trois décennies ; mis à l’eau en 2012, en présence du gouverneur de la province de Buenos Aires Daniel Scioli, le navire possède une capacité de 47 000 tonneaux de jauge brute.
Le 12 septembre 2008 est livré à la firme allemande Wilhelm Finance Inc le vraquier Casanna, d’une capacité de 27 000 tonneaux, portant quatre grues, et pouvant atteindre une vitesse de 14 nœuds grâce à son hélice de 5,3 m de diamètre.

## Situation actuelle

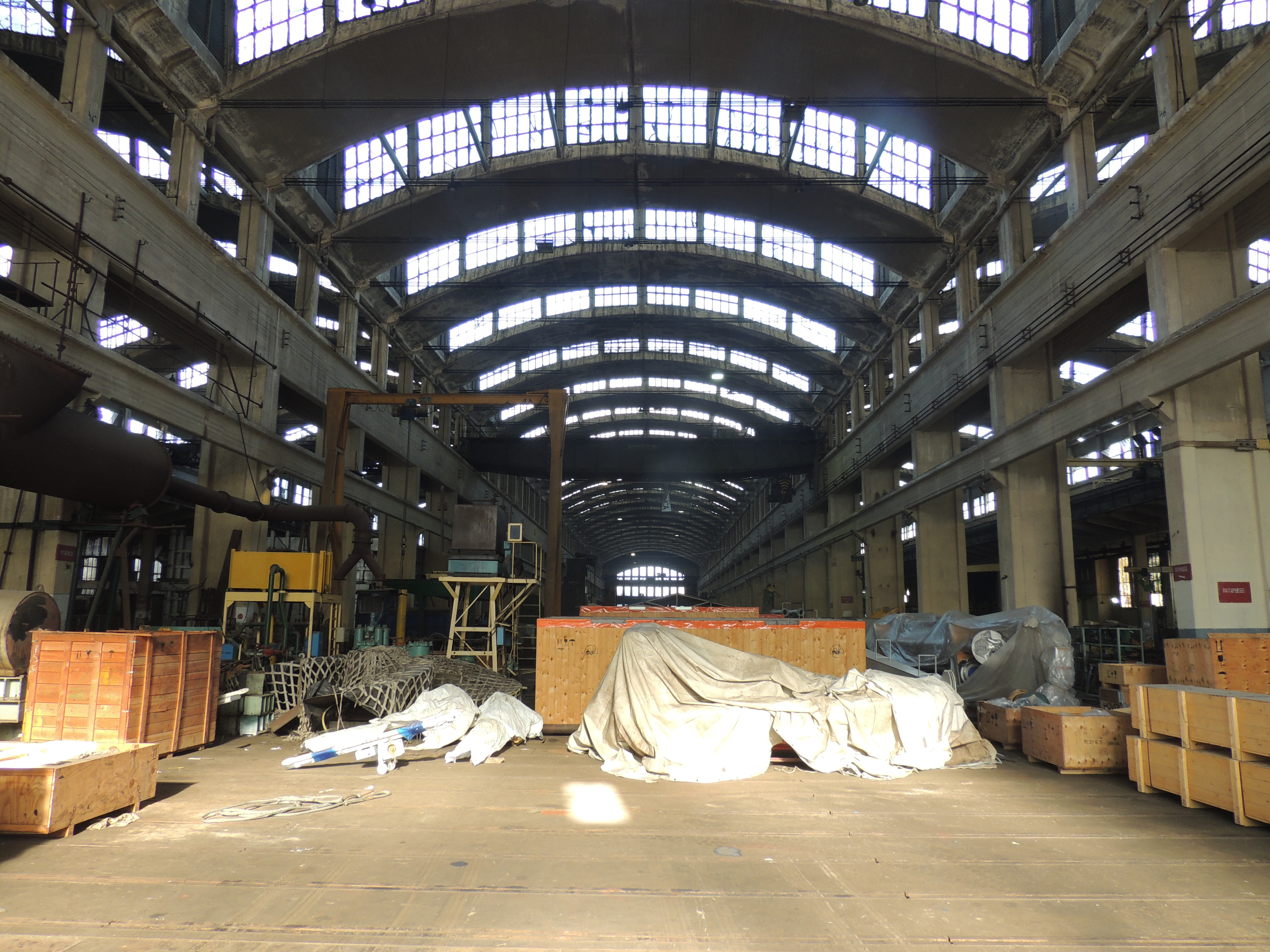

En 2014, le chantier naval annonça qu’il avait en deux ans signé 22 contrats de production d’embarcations neuves et que les conditions du contrat signé avec PDVSA avaient été renégociées afin d’y ajouter de nouveaux navires, pour arriver ainsi au chiffre record de 23 contrats signés, grâce auxquels le chantier a pu s’assurer du travail pour les 12 prochaines années. En mars 2015, le chantier naval a ouvert son propre jardin d’enfants, baptisé Matilde Itzigsohn, du nom de la déléguée syndicale péroniste enlevée et disparue sous la dernière dictature militaire. Pour l’an 2015, les engagements pris par le chantier comprenaient la construction de six vraquiers de 40 000 tonneaux sur commande de l’entreprise nationale Abadía del Mar, et le lancement du Juana Azurduy. Achevés de construire en 2015, l’Eva Perón et le Juana Azurduy sont les plus grands navires à double coque de fabrication argentine des 30 dernières années, avec une capacité de 47 000 tonneaux de jauge brute, et ont rejoint la flotte pétrolière vénézuélienne,,.
En décembre 2016, le chantier commença le montage d’un bloc de quille pour la marine argentine.